# 埃里克·奧林·賴特
埃里克·奧林·賴特（英語：Erik Olin Wright，1947年2月9日—2019年1月23日），美国马克思主义社會學家，曾于2012年担任美国社会学协会主席。赖特自1976年起在威斯康星大学麦迪逊分校社會學系任教，直至去世。他的学术生涯前期专精于分析性馬克思主義取径的阶级分析，后期致力于探索向资本主义替代方案转型的解放社会科学。

## 生平
埃里克·欧林·赖特于1947年2月9日出生于美国加利福尼亞州伯克利，之后在堪萨斯州劳伦斯长大。他的父母都是堪萨斯大学的心理学教授。
高中毕业后，赖特进入哈佛大学哈佛学院攻读社会学，1968年取得学士学位。之后赴英国，进入牛津大学贝利奥尔学院攻读历史学，1970年取得学士学位。随后，他前往加州伯克利的一所神学院就读，以应对越南战争期间的征兵令。征兵制度修改为乐透后，赖特免于兵役，于是进入加利福尼亞大學柏克萊分校社会学系，于1976年获得博士学位。
毕业后，赖特进入威斯康星大学麦迪逊分校社会学系任助理教授，1980年升为副教授，1983年升为教授。加州伯克利曾试图请赖特回母校任教，威斯康星麦迪逊则愿意用一份“无法拒绝”的要约留下他，但赖特对薪资没有要求，只希望建立一所可以频繁邀请优秀学者来访的社会学中心。学校于是打造了黑文斯社会正义中心，赖特也毕生留在威斯康星麦迪逊任教。
2019年1月23日，赖特因罹患急性骨髓性白血病，在威斯康星州密尔沃基去世。

## 学术贡献

### 阶级分析
受到指导教授亚瑟·斯廷奇科姆的影响，赖特的博士论文《阶级结构和收入不平等》（Class Structure and Income Inequality，1976）即关注社会阶级，用属于马克思主义传统的“阶级”概念来取代社会阶层、人力资本等模型，作为认识社会不平等的取径。
面对当代资本主义社会中中产阶级蓬勃壮大的社会现象——这不符合马克思关于资产阶级和无产阶级两极化的预测——赖特引入了“矛盾的阶级位置”（contradictory class locations）的概念进行解释。在《阶级》（Classes，1985）中，赖特接受了约翰·罗默建立在资产不平等分配（而非劳动价值论）上的剥削概念并加以改进，在此基础上重建以剥削为中心的阶级概念，由此建立阶级分析的一般框架，使其可以更好地分析中间阶级和苏联后资本主义阶级结构等问题。该书引发了强烈的反响，赖特为此主编了《关于阶级的讨论》（The Debate on Classes，1989），收录众多学者对这一阶级分析框架的看法，并予以回应。
1979年，赖特申请获得美国国家科学基金会的三年33万美元资助，用于实证研究课题“西方社会中的社会不平等维度”。该项目后来扩展至世界各地，包括瑞典、芬兰、挪威、丹麦、加拿大、英国、新西兰、澳大利亚、西德、日本、匈牙利、苏联、西班牙、葡萄牙、中华民国、韩国、瑞士，总费用达到280万美元。该项目的成果集中在《阶级很重要》（Class Counts，1997）一书中，指出阶级对社会流动、友谊模式、性别关系、阶级意识等有何影响。
赖特早年间曾试图将马克思主义作为“对抗实证主义社会科学的综合范式”，但后期逐渐转向倡导一种“实用实在论”:1。在主编的《阶级分析诸取径》（Approaches to Class Analysis，2005）中，赖特阐述了新马克思主义阶级分析的基础，此外还收录了五位来自其他理论传统的阶级分析学者为各自取径所写的理论宣言。在《理解阶级》（Understanding Class，2015）中，赖特提出了一种涵盖宏观和微观层面的阶级分析框架，综合了根植于马克思主义传统、韦伯主义传统和阶层研究传统的不同取径。

### 马克思主义理论
1981年起，赖特加入了一个定期聚会的知识圈子，在其中尤其受到G·A·科恩、菲利普·范帕里斯和约翰·罗默的影响。该小组关注“剥削”等马克思主义理论的核心主题，并发展出一种独特的风格，后来称为“分析马克思主义”，或是内部戏称的“不胡扯马克思主义”（no-bullshit Marxism）。:xii
赖特与另一位马克思主义社会学家麦克·布若威曾计划合写一本著作，然而最后计划搁置，其理论基础部分写成了论文《社会学马克思主义》（Sociological Marxism，2001）。:xi在文中，两人试图重新建构马克思主义，将其视为社会理论而非意识形态。这项重建工作主要有三个部分：对历史唯物论提出批评；将根基转向社会学马克思主义，即对资本主义制度再生产的分析，并主张阶级概念可以最好地对其予以解释；指出作为资本主义替代方案的社会主义的相关规范性概念。

### 真实乌托邦
20世纪90年代初，东欧剧变，苏联解体，新自由主义和市场基本教义派占据主流，资本主义自由民主制被视为“历史的终结”，资本主义之替代方案受到普遍轻视。在此背景下，赖特开启了“真实乌托邦计划 （页面存档备份，存于）”，探讨向资本主义的解放性替代方案转型的问题。该计划结集为六本著作，分别关注结社民主（associational democracy）、市場社會主義、平等主义、参与式预算、无条件基本收入、性别平等等议题。:x-xi
2005年起，赖特用四年时间在全球巡回旅行，发表大量演讲，跟来自全世界的听众对话，终于完成了著作《展望真实乌托邦》（Envisioning Real Utopias，2008）。书中对社会主义提出了新的定义：一种通过公民社会的权力来配置资源和控制经济活动、生产资料为社会所有的经济结构，与资本主义和国家主义相对。而现实中的经济体实际上是三者的混生体（hybrid）。:xiii,121-124以此为判准，书中提出了一系列“真实乌托邦”，如巴西阿雷格里港参与式预算、维基百科、西班牙蒙德拉贡工人合作社和无条件基本收入等。2012年，赖特获选为美国社会学会主席，当年年会即以“真实乌托邦”为主题，有超过70个场次与此直接或间接相关。
赖特之后着手将《展望真实乌托邦》改写成一本面向公众、简单易懂的小书，最终在病中完成了《如何做一个21世纪的反資本主義者》（How to be an Anti-Capitalist for the 21st Century，2019）。他将三组价值观作为对资本主义进行道德批判的规范性基础——平等/公平、民主/自由和社群/团结，将历史上反资本主义斗争的策略逻辑分成五种——砸碎（革命马克思主义）、拆卸（民主社会主义）、驯化（社会民主主义）、抵抗（社会运动）或逃离（社会经济和合作社等）——并主张结合后四种逻辑，既自上而下、也自下而上地侵蚀资本主义。

## 轶事
- 赖特与玛西娅·卡恩（Marcia Kahn）在哈佛大学相识，1971年结为终身伴侣。两人生有两个女儿。[1]赖特坚持家务平等，带学生回家上课到一半时还要去给女儿换尿布。[11]
- 赖特与麦克·布若威都是美国重要的马克思主义社会学家，也都曾担任美国社会学主席，并有着长久的友谊。赖特称布若威为自己“最坚定的的批评者、也是最坚定的两位支持者之一”（另一位为妻子玛西娅）。[8]:xv-xvi布若威在赖特去世后的纪念文章中称赞他是“伟大的社会科学家、实践者、思想者”，“没有人能像埃里克那样清晰地、切中要害地、迅捷地、不费力气地思考”。[5]
- 赖特喜欢用漫画《小阿布纳（英语：Li'l Abner）》中的神奇生物“Shmoo（英语：Shmoo）”为例，来讲解社会不平等。[5][12]:43-44
- 赖特喜欢在派对快结束时演奏小提琴，邀请大家跳方块舞。[5]
- 担任美国社会学会主席时，赖特曾推动学会跟维基媒体基金会合作，鼓励全美社会学家参与编写维基百科的社会学条目。[13]

## 主要著作及中译本
- . 伦敦·纽约: Verso图书. 1979  [2019-12-31]. ISBN 9780902308930. （原始内容存档于2019-11-20）.
- (PDF). 纽约: 学术出版社（英语：Academic Press）. 1979  [2019-12-31]. ISBN 9780127649504. （原始内容存档 (PDF)于2020-09-27）.
- . 伦敦·纽约: Verso图书. 1985  [2019-12-31]. ISBN 9780860918127. （原始内容存档于2019-11-20）.
  - . 刘磊,吕梁山(译). 北京: 高等敎育出版社. 2006. ISBN 9787040183788.
- . 伦敦·纽约: Verso图书. 1989  [2019-12-31]. ISBN 9780860912514. （原始内容存档于2019-11-20）.（主编之讨论集并撰写其中多篇）
- . 伦敦·纽约: Verso图书. 1994  [2019-12-31]. ISBN 9780860914082. （原始内容存档于2019-11-20）.
- . 剑桥: 剑桥大学出版社. 1997  [2019-12-31]. ISBN 9780521553872. （原始内容存档于2019-11-20）.
  - . 陈心想,皮小林,杨玉明,陈阳(译). 沈阳: 辽宁教育出版社. 2004. ISBN 9787538267372.
- . 剑桥: 剑桥大学出版社. 2005  [2019-12-31]. ISBN 9780521843041. （原始内容存档于2019-11-20）.（主编之文集并撰写首篇和结论）
  - . 马磊,吴菲(译). 上海: 复旦大学出版社. 2011. ISBN 9787309080148.
- . 伦敦·纽约: Verso图书. 2010  [2019-12-31]. ISBN 9781844676170. （原始内容存档于2019-12-24）.
  - . 黄克先(译). 新北: 群学出版. 2015. ISBN 9789866525896.
- (PDF). 伦敦·纽约: Verso图书. 2011  [2019-12-31]. ISBN 9781859844663. （原始内容存档 (PDF)于2019-03-08）.（与阿尔康·冯（英语：Archon Fung）合著，“真实乌托邦计划 （页面存档备份，存于）”之四）
- . 伦敦·纽约: Verso图书. 2015. ISBN 9781781689455.
- (PDF). 伦敦·纽约: Verso图书. 2019  [2019-12-31]. ISBN 9781788736053. （原始内容存档 (PDF)于2019-03-08）.